# Apărarea Damiano
|   | a | b | c | d | e | f | g | h |   |
| 8 | a8 black rook · b8 black knight · c8 black bishop · d8 black queen · e8 black king · f8 black bishop · g8 black knight · h8 black rook · a7 black pawn · b7 black pawn · c7 black pawn · d7 black pawn · g7 black pawn · h7 black pawn · f6 black pawn · e5 black pawn · e4 white pawn · f3 white knight · a2 white pawn · b2 white pawn · c2 white pawn · d2 white pawn · f2 white pawn · g2 white pawn · h2 white pawn · a1 white rook · b1 white knight · c1 white bishop · d1 white queen · e1 white king · f1 white bishop · h1 white rook | a8 black rook · b8 black knight · c8 black bishop · d8 black queen · e8 black king · f8 black bishop · g8 black knight · h8 black rook · a7 black pawn · b7 black pawn · c7 black pawn · d7 black pawn · g7 black pawn · h7 black pawn · f6 black pawn · e5 black pawn · e4 white pawn · f3 white knight · a2 white pawn · b2 white pawn · c2 white pawn · d2 white pawn · f2 white pawn · g2 white pawn · h2 white pawn · a1 white rook · b1 white knight · c1 white bishop · d1 white queen · e1 white king · f1 white bishop · h1 white rook | a8 black rook · b8 black knight · c8 black bishop · d8 black queen · e8 black king · f8 black bishop · g8 black knight · h8 black rook · a7 black pawn · b7 black pawn · c7 black pawn · d7 black pawn · g7 black pawn · h7 black pawn · f6 black pawn · e5 black pawn · e4 white pawn · f3 white knight · a2 white pawn · b2 white pawn · c2 white pawn · d2 white pawn · f2 white pawn · g2 white pawn · h2 white pawn · a1 white rook · b1 white knight · c1 white bishop · d1 white queen · e1 white king · f1 white bishop · h1 white rook | a8 black rook · b8 black knight · c8 black bishop · d8 black queen · e8 black king · f8 black bishop · g8 black knight · h8 black rook · a7 black pawn · b7 black pawn · c7 black pawn · d7 black pawn · g7 black pawn · h7 black pawn · f6 black pawn · e5 black pawn · e4 white pawn · f3 white knight · a2 white pawn · b2 white pawn · c2 white pawn · d2 white pawn · f2 white pawn · g2 white pawn · h2 white pawn · a1 white rook · b1 white knight · c1 white bishop · d1 white queen · e1 white king · f1 white bishop · h1 white rook | a8 black rook · b8 black knight · c8 black bishop · d8 black queen · e8 black king · f8 black bishop · g8 black knight · h8 black rook · a7 black pawn · b7 black pawn · c7 black pawn · d7 black pawn · g7 black pawn · h7 black pawn · f6 black pawn · e5 black pawn · e4 white pawn · f3 white knight · a2 white pawn · b2 white pawn · c2 white pawn · d2 white pawn · f2 white pawn · g2 white pawn · h2 white pawn · a1 white rook · b1 white knight · c1 white bishop · d1 white queen · e1 white king · f1 white bishop · h1 white rook | a8 black rook · b8 black knight · c8 black bishop · d8 black queen · e8 black king · f8 black bishop · g8 black knight · h8 black rook · a7 black pawn · b7 black pawn · c7 black pawn · d7 black pawn · g7 black pawn · h7 black pawn · f6 black pawn · e5 black pawn · e4 white pawn · f3 white knight · a2 white pawn · b2 white pawn · c2 white pawn · d2 white pawn · f2 white pawn · g2 white pawn · h2 white pawn · a1 white rook · b1 white knight · c1 white bishop · d1 white queen · e1 white king · f1 white bishop · h1 white rook | a8 black rook · b8 black knight · c8 black bishop · d8 black queen · e8 black king · f8 black bishop · g8 black knight · h8 black rook · a7 black pawn · b7 black pawn · c7 black pawn · d7 black pawn · g7 black pawn · h7 black pawn · f6 black pawn · e5 black pawn · e4 white pawn · f3 white knight · a2 white pawn · b2 white pawn · c2 white pawn · d2 white pawn · f2 white pawn · g2 white pawn · h2 white pawn · a1 white rook · b1 white knight · c1 white bishop · d1 white queen · e1 white king · f1 white bishop · h1 white rook | a8 black rook · b8 black knight · c8 black bishop · d8 black queen · e8 black king · f8 black bishop · g8 black knight · h8 black rook · a7 black pawn · b7 black pawn · c7 black pawn · d7 black pawn · g7 black pawn · h7 black pawn · f6 black pawn · e5 black pawn · e4 white pawn · f3 white knight · a2 white pawn · b2 white pawn · c2 white pawn · d2 white pawn · f2 white pawn · g2 white pawn · h2 white pawn · a1 white rook · b1 white knight · c1 white bishop · d1 white queen · e1 white king · f1 white bishop · h1 white rook | 8 |
| 7 | a8 black rook · b8 black knight · c8 black bishop · d8 black queen · e8 black king · f8 black bishop · g8 black knight · h8 black rook · a7 black pawn · b7 black pawn · c7 black pawn · d7 black pawn · g7 black pawn · h7 black pawn · f6 black pawn · e5 black pawn · e4 white pawn · f3 white knight · a2 white pawn · b2 white pawn · c2 white pawn · d2 white pawn · f2 white pawn · g2 white pawn · h2 white pawn · a1 white rook · b1 white knight · c1 white bishop · d1 white queen · e1 white king · f1 white bishop · h1 white rook | a8 black rook · b8 black knight · c8 black bishop · d8 black queen · e8 black king · f8 black bishop · g8 black knight · h8 black rook · a7 black pawn · b7 black pawn · c7 black pawn · d7 black pawn · g7 black pawn · h7 black pawn · f6 black pawn · e5 black pawn · e4 white pawn · f3 white knight · a2 white pawn · b2 white pawn · c2 white pawn · d2 white pawn · f2 white pawn · g2 white pawn · h2 white pawn · a1 white rook · b1 white knight · c1 white bishop · d1 white queen · e1 white king · f1 white bishop · h1 white rook | a8 black rook · b8 black knight · c8 black bishop · d8 black queen · e8 black king · f8 black bishop · g8 black knight · h8 black rook · a7 black pawn · b7 black pawn · c7 black pawn · d7 black pawn · g7 black pawn · h7 black pawn · f6 black pawn · e5 black pawn · e4 white pawn · f3 white knight · a2 white pawn · b2 white pawn · c2 white pawn · d2 white pawn · f2 white pawn · g2 white pawn · h2 white pawn · a1 white rook · b1 white knight · c1 white bishop · d1 white queen · e1 white king · f1 white bishop · h1 white rook | a8 black rook · b8 black knight · c8 black bishop · d8 black queen · e8 black king · f8 black bishop · g8 black knight · h8 black rook · a7 black pawn · b7 black pawn · c7 black pawn · d7 black pawn · g7 black pawn · h7 black pawn · f6 black pawn · e5 black pawn · e4 white pawn · f3 white knight · a2 white pawn · b2 white pawn · c2 white pawn · d2 white pawn · f2 white pawn · g2 white pawn · h2 white pawn · a1 white rook · b1 white knight · c1 white bishop · d1 white queen · e1 white king · f1 white bishop · h1 white rook | a8 black rook · b8 black knight · c8 black bishop · d8 black queen · e8 black king · f8 black bishop · g8 black knight · h8 black rook · a7 black pawn · b7 black pawn · c7 black pawn · d7 black pawn · g7 black pawn · h7 black pawn · f6 black pawn · e5 black pawn · e4 white pawn · f3 white knight · a2 white pawn · b2 white pawn · c2 white pawn · d2 white pawn · f2 white pawn · g2 white pawn · h2 white pawn · a1 white rook · b1 white knight · c1 white bishop · d1 white queen · e1 white king · f1 white bishop · h1 white rook | a8 black rook · b8 black knight · c8 black bishop · d8 black queen · e8 black king · f8 black bishop · g8 black knight · h8 black rook · a7 black pawn · b7 black pawn · c7 black pawn · d7 black pawn · g7 black pawn · h7 black pawn · f6 black pawn · e5 black pawn · e4 white pawn · f3 white knight · a2 white pawn · b2 white pawn · c2 white pawn · d2 white pawn · f2 white pawn · g2 white pawn · h2 white pawn · a1 white rook · b1 white knight · c1 white bishop · d1 white queen · e1 white king · f1 white bishop · h1 white rook | a8 black rook · b8 black knight · c8 black bishop · d8 black queen · e8 black king · f8 black bishop · g8 black knight · h8 black rook · a7 black pawn · b7 black pawn · c7 black pawn · d7 black pawn · g7 black pawn · h7 black pawn · f6 black pawn · e5 black pawn · e4 white pawn · f3 white knight · a2 white pawn · b2 white pawn · c2 white pawn · d2 white pawn · f2 white pawn · g2 white pawn · h2 white pawn · a1 white rook · b1 white knight · c1 white bishop · d1 white queen · e1 white king · f1 white bishop · h1 white rook | a8 black rook · b8 black knight · c8 black bishop · d8 black queen · e8 black king · f8 black bishop · g8 black knight · h8 black rook · a7 black pawn · b7 black pawn · c7 black pawn · d7 black pawn · g7 black pawn · h7 black pawn · f6 black pawn · e5 black pawn · e4 white pawn · f3 white knight · a2 white pawn · b2 white pawn · c2 white pawn · d2 white pawn · f2 white pawn · g2 white pawn · h2 white pawn · a1 white rook · b1 white knight · c1 white bishop · d1 white queen · e1 white king · f1 white bishop · h1 white rook | 7 |
| 6 | a8 black rook · b8 black knight · c8 black bishop · d8 black queen · e8 black king · f8 black bishop · g8 black knight · h8 black rook · a7 black pawn · b7 black pawn · c7 black pawn · d7 black pawn · g7 black pawn · h7 black pawn · f6 black pawn · e5 black pawn · e4 white pawn · f3 white knight · a2 white pawn · b2 white pawn · c2 white pawn · d2 white pawn · f2 white pawn · g2 white pawn · h2 white pawn · a1 white rook · b1 white knight · c1 white bishop · d1 white queen · e1 white king · f1 white bishop · h1 white rook | a8 black rook · b8 black knight · c8 black bishop · d8 black queen · e8 black king · f8 black bishop · g8 black knight · h8 black rook · a7 black pawn · b7 black pawn · c7 black pawn · d7 black pawn · g7 black pawn · h7 black pawn · f6 black pawn · e5 black pawn · e4 white pawn · f3 white knight · a2 white pawn · b2 white pawn · c2 white pawn · d2 white pawn · f2 white pawn · g2 white pawn · h2 white pawn · a1 white rook · b1 white knight · c1 white bishop · d1 white queen · e1 white king · f1 white bishop · h1 white rook | a8 black rook · b8 black knight · c8 black bishop · d8 black queen · e8 black king · f8 black bishop · g8 black knight · h8 black rook · a7 black pawn · b7 black pawn · c7 black pawn · d7 black pawn · g7 black pawn · h7 black pawn · f6 black pawn · e5 black pawn · e4 white pawn · f3 white knight · a2 white pawn · b2 white pawn · c2 white pawn · d2 white pawn · f2 white pawn · g2 white pawn · h2 white pawn · a1 white rook · b1 white knight · c1 white bishop · d1 white queen · e1 white king · f1 white bishop · h1 white rook | a8 black rook · b8 black knight · c8 black bishop · d8 black queen · e8 black king · f8 black bishop · g8 black knight · h8 black rook · a7 black pawn · b7 black pawn · c7 black pawn · d7 black pawn · g7 black pawn · h7 black pawn · f6 black pawn · e5 black pawn · e4 white pawn · f3 white knight · a2 white pawn · b2 white pawn · c2 white pawn · d2 white pawn · f2 white pawn · g2 white pawn · h2 white pawn · a1 white rook · b1 white knight · c1 white bishop · d1 white queen · e1 white king · f1 white bishop · h1 white rook | a8 black rook · b8 black knight · c8 black bishop · d8 black queen · e8 black king · f8 black bishop · g8 black knight · h8 black rook · a7 black pawn · b7 black pawn · c7 black pawn · d7 black pawn · g7 black pawn · h7 black pawn · f6 black pawn · e5 black pawn · e4 white pawn · f3 white knight · a2 white pawn · b2 white pawn · c2 white pawn · d2 white pawn · f2 white pawn · g2 white pawn · h2 white pawn · a1 white rook · b1 white knight · c1 white bishop · d1 white queen · e1 white king · f1 white bishop · h1 white rook | a8 black rook · b8 black knight · c8 black bishop · d8 black queen · e8 black king · f8 black bishop · g8 black knight · h8 black rook · a7 black pawn · b7 black pawn · c7 black pawn · d7 black pawn · g7 black pawn · h7 black pawn · f6 black pawn · e5 black pawn · e4 white pawn · f3 white knight · a2 white pawn · b2 white pawn · c2 white pawn · d2 white pawn · f2 white pawn · g2 white pawn · h2 white pawn · a1 white rook · b1 white knight · c1 white bishop · d1 white queen · e1 white king · f1 white bishop · h1 white rook | a8 black rook · b8 black knight · c8 black bishop · d8 black queen · e8 black king · f8 black bishop · g8 black knight · h8 black rook · a7 black pawn · b7 black pawn · c7 black pawn · d7 black pawn · g7 black pawn · h7 black pawn · f6 black pawn · e5 black pawn · e4 white pawn · f3 white knight · a2 white pawn · b2 white pawn · c2 white pawn · d2 white pawn · f2 white pawn · g2 white pawn · h2 white pawn · a1 white rook · b1 white knight · c1 white bishop · d1 white queen · e1 white king · f1 white bishop · h1 white rook | a8 black rook · b8 black knight · c8 black bishop · d8 black queen · e8 black king · f8 black bishop · g8 black knight · h8 black rook · a7 black pawn · b7 black pawn · c7 black pawn · d7 black pawn · g7 black pawn · h7 black pawn · f6 black pawn · e5 black pawn · e4 white pawn · f3 white knight · a2 white pawn · b2 white pawn · c2 white pawn · d2 white pawn · f2 white pawn · g2 white pawn · h2 white pawn · a1 white rook · b1 white knight · c1 white bishop · d1 white queen · e1 white king · f1 white bishop · h1 white rook | 6 |
| 5 | a8 black rook · b8 black knight · c8 black bishop · d8 black queen · e8 black king · f8 black bishop · g8 black knight · h8 black rook · a7 black pawn · b7 black pawn · c7 black pawn · d7 black pawn · g7 black pawn · h7 black pawn · f6 black pawn · e5 black pawn · e4 white pawn · f3 white knight · a2 white pawn · b2 white pawn · c2 white pawn · d2 white pawn · f2 white pawn · g2 white pawn · h2 white pawn · a1 white rook · b1 white knight · c1 white bishop · d1 white queen · e1 white king · f1 white bishop · h1 white rook | a8 black rook · b8 black knight · c8 black bishop · d8 black queen · e8 black king · f8 black bishop · g8 black knight · h8 black rook · a7 black pawn · b7 black pawn · c7 black pawn · d7 black pawn · g7 black pawn · h7 black pawn · f6 black pawn · e5 black pawn · e4 white pawn · f3 white knight · a2 white pawn · b2 white pawn · c2 white pawn · d2 white pawn · f2 white pawn · g2 white pawn · h2 white pawn · a1 white rook · b1 white knight · c1 white bishop · d1 white queen · e1 white king · f1 white bishop · h1 white rook | a8 black rook · b8 black knight · c8 black bishop · d8 black queen · e8 black king · f8 black bishop · g8 black knight · h8 black rook · a7 black pawn · b7 black pawn · c7 black pawn · d7 black pawn · g7 black pawn · h7 black pawn · f6 black pawn · e5 black pawn · e4 white pawn · f3 white knight · a2 white pawn · b2 white pawn · c2 white pawn · d2 white pawn · f2 white pawn · g2 white pawn · h2 white pawn · a1 white rook · b1 white knight · c1 white bishop · d1 white queen · e1 white king · f1 white bishop · h1 white rook | a8 black rook · b8 black knight · c8 black bishop · d8 black queen · e8 black king · f8 black bishop · g8 black knight · h8 black rook · a7 black pawn · b7 black pawn · c7 black pawn · d7 black pawn · g7 black pawn · h7 black pawn · f6 black pawn · e5 black pawn · e4 white pawn · f3 white knight · a2 white pawn · b2 white pawn · c2 white pawn · d2 white pawn · f2 white pawn · g2 white pawn · h2 white pawn · a1 white rook · b1 white knight · c1 white bishop · d1 white queen · e1 white king · f1 white bishop · h1 white rook | a8 black rook · b8 black knight · c8 black bishop · d8 black queen · e8 black king · f8 black bishop · g8 black knight · h8 black rook · a7 black pawn · b7 black pawn · c7 black pawn · d7 black pawn · g7 black pawn · h7 black pawn · f6 black pawn · e5 black pawn · e4 white pawn · f3 white knight · a2 white pawn · b2 white pawn · c2 white pawn · d2 white pawn · f2 white pawn · g2 white pawn · h2 white pawn · a1 white rook · b1 white knight · c1 white bishop · d1 white queen · e1 white king · f1 white bishop · h1 white rook | a8 black rook · b8 black knight · c8 black bishop · d8 black queen · e8 black king · f8 black bishop · g8 black knight · h8 black rook · a7 black pawn · b7 black pawn · c7 black pawn · d7 black pawn · g7 black pawn · h7 black pawn · f6 black pawn · e5 black pawn · e4 white pawn · f3 white knight · a2 white pawn · b2 white pawn · c2 white pawn · d2 white pawn · f2 white pawn · g2 white pawn · h2 white pawn · a1 white rook · b1 white knight · c1 white bishop · d1 white queen · e1 white king · f1 white bishop · h1 white rook | a8 black rook · b8 black knight · c8 black bishop · d8 black queen · e8 black king · f8 black bishop · g8 black knight · h8 black rook · a7 black pawn · b7 black pawn · c7 black pawn · d7 black pawn · g7 black pawn · h7 black pawn · f6 black pawn · e5 black pawn · e4 white pawn · f3 white knight · a2 white pawn · b2 white pawn · c2 white pawn · d2 white pawn · f2 white pawn · g2 white pawn · h2 white pawn · a1 white rook · b1 white knight · c1 white bishop · d1 white queen · e1 white king · f1 white bishop · h1 white rook | a8 black rook · b8 black knight · c8 black bishop · d8 black queen · e8 black king · f8 black bishop · g8 black knight · h8 black rook · a7 black pawn · b7 black pawn · c7 black pawn · d7 black pawn · g7 black pawn · h7 black pawn · f6 black pawn · e5 black pawn · e4 white pawn · f3 white knight · a2 white pawn · b2 white pawn · c2 white pawn · d2 white pawn · f2 white pawn · g2 white pawn · h2 white pawn · a1 white rook · b1 white knight · c1 white bishop · d1 white queen · e1 white king · f1 white bishop · h1 white rook | 5 |
| 4 | a8 black rook · b8 black knight · c8 black bishop · d8 black queen · e8 black king · f8 black bishop · g8 black knight · h8 black rook · a7 black pawn · b7 black pawn · c7 black pawn · d7 black pawn · g7 black pawn · h7 black pawn · f6 black pawn · e5 black pawn · e4 white pawn · f3 white knight · a2 white pawn · b2 white pawn · c2 white pawn · d2 white pawn · f2 white pawn · g2 white pawn · h2 white pawn · a1 white rook · b1 white knight · c1 white bishop · d1 white queen · e1 white king · f1 white bishop · h1 white rook | a8 black rook · b8 black knight · c8 black bishop · d8 black queen · e8 black king · f8 black bishop · g8 black knight · h8 black rook · a7 black pawn · b7 black pawn · c7 black pawn · d7 black pawn · g7 black pawn · h7 black pawn · f6 black pawn · e5 black pawn · e4 white pawn · f3 white knight · a2 white pawn · b2 white pawn · c2 white pawn · d2 white pawn · f2 white pawn · g2 white pawn · h2 white pawn · a1 white rook · b1 white knight · c1 white bishop · d1 white queen · e1 white king · f1 white bishop · h1 white rook | a8 black rook · b8 black knight · c8 black bishop · d8 black queen · e8 black king · f8 black bishop · g8 black knight · h8 black rook · a7 black pawn · b7 black pawn · c7 black pawn · d7 black pawn · g7 black pawn · h7 black pawn · f6 black pawn · e5 black pawn · e4 white pawn · f3 white knight · a2 white pawn · b2 white pawn · c2 white pawn · d2 white pawn · f2 white pawn · g2 white pawn · h2 white pawn · a1 white rook · b1 white knight · c1 white bishop · d1 white queen · e1 white king · f1 white bishop · h1 white rook | a8 black rook · b8 black knight · c8 black bishop · d8 black queen · e8 black king · f8 black bishop · g8 black knight · h8 black rook · a7 black pawn · b7 black pawn · c7 black pawn · d7 black pawn · g7 black pawn · h7 black pawn · f6 black pawn · e5 black pawn · e4 white pawn · f3 white knight · a2 white pawn · b2 white pawn · c2 white pawn · d2 white pawn · f2 white pawn · g2 white pawn · h2 white pawn · a1 white rook · b1 white knight · c1 white bishop · d1 white queen · e1 white king · f1 white bishop · h1 white rook | a8 black rook · b8 black knight · c8 black bishop · d8 black queen · e8 black king · f8 black bishop · g8 black knight · h8 black rook · a7 black pawn · b7 black pawn · c7 black pawn · d7 black pawn · g7 black pawn · h7 black pawn · f6 black pawn · e5 black pawn · e4 white pawn · f3 white knight · a2 white pawn · b2 white pawn · c2 white pawn · d2 white pawn · f2 white pawn · g2 white pawn · h2 white pawn · a1 white rook · b1 white knight · c1 white bishop · d1 white queen · e1 white king · f1 white bishop · h1 white rook | a8 black rook · b8 black knight · c8 black bishop · d8 black queen · e8 black king · f8 black bishop · g8 black knight · h8 black rook · a7 black pawn · b7 black pawn · c7 black pawn · d7 black pawn · g7 black pawn · h7 black pawn · f6 black pawn · e5 black pawn · e4 white pawn · f3 white knight · a2 white pawn · b2 white pawn · c2 white pawn · d2 white pawn · f2 white pawn · g2 white pawn · h2 white pawn · a1 white rook · b1 white knight · c1 white bishop · d1 white queen · e1 white king · f1 white bishop · h1 white rook | a8 black rook · b8 black knight · c8 black bishop · d8 black queen · e8 black king · f8 black bishop · g8 black knight · h8 black rook · a7 black pawn · b7 black pawn · c7 black pawn · d7 black pawn · g7 black pawn · h7 black pawn · f6 black pawn · e5 black pawn · e4 white pawn · f3 white knight · a2 white pawn · b2 white pawn · c2 white pawn · d2 white pawn · f2 white pawn · g2 white pawn · h2 white pawn · a1 white rook · b1 white knight · c1 white bishop · d1 white queen · e1 white king · f1 white bishop · h1 white rook | a8 black rook · b8 black knight · c8 black bishop · d8 black queen · e8 black king · f8 black bishop · g8 black knight · h8 black rook · a7 black pawn · b7 black pawn · c7 black pawn · d7 black pawn · g7 black pawn · h7 black pawn · f6 black pawn · e5 black pawn · e4 white pawn · f3 white knight · a2 white pawn · b2 white pawn · c2 white pawn · d2 white pawn · f2 white pawn · g2 white pawn · h2 white pawn · a1 white rook · b1 white knight · c1 white bishop · d1 white queen · e1 white king · f1 white bishop · h1 white rook | 4 |
| 3 | a8 black rook · b8 black knight · c8 black bishop · d8 black queen · e8 black king · f8 black bishop · g8 black knight · h8 black rook · a7 black pawn · b7 black pawn · c7 black pawn · d7 black pawn · g7 black pawn · h7 black pawn · f6 black pawn · e5 black pawn · e4 white pawn · f3 white knight · a2 white pawn · b2 white pawn · c2 white pawn · d2 white pawn · f2 white pawn · g2 white pawn · h2 white pawn · a1 white rook · b1 white knight · c1 white bishop · d1 white queen · e1 white king · f1 white bishop · h1 white rook | a8 black rook · b8 black knight · c8 black bishop · d8 black queen · e8 black king · f8 black bishop · g8 black knight · h8 black rook · a7 black pawn · b7 black pawn · c7 black pawn · d7 black pawn · g7 black pawn · h7 black pawn · f6 black pawn · e5 black pawn · e4 white pawn · f3 white knight · a2 white pawn · b2 white pawn · c2 white pawn · d2 white pawn · f2 white pawn · g2 white pawn · h2 white pawn · a1 white rook · b1 white knight · c1 white bishop · d1 white queen · e1 white king · f1 white bishop · h1 white rook | a8 black rook · b8 black knight · c8 black bishop · d8 black queen · e8 black king · f8 black bishop · g8 black knight · h8 black rook · a7 black pawn · b7 black pawn · c7 black pawn · d7 black pawn · g7 black pawn · h7 black pawn · f6 black pawn · e5 black pawn · e4 white pawn · f3 white knight · a2 white pawn · b2 white pawn · c2 white pawn · d2 white pawn · f2 white pawn · g2 white pawn · h2 white pawn · a1 white rook · b1 white knight · c1 white bishop · d1 white queen · e1 white king · f1 white bishop · h1 white rook | a8 black rook · b8 black knight · c8 black bishop · d8 black queen · e8 black king · f8 black bishop · g8 black knight · h8 black rook · a7 black pawn · b7 black pawn · c7 black pawn · d7 black pawn · g7 black pawn · h7 black pawn · f6 black pawn · e5 black pawn · e4 white pawn · f3 white knight · a2 white pawn · b2 white pawn · c2 white pawn · d2 white pawn · f2 white pawn · g2 white pawn · h2 white pawn · a1 white rook · b1 white knight · c1 white bishop · d1 white queen · e1 white king · f1 white bishop · h1 white rook | a8 black rook · b8 black knight · c8 black bishop · d8 black queen · e8 black king · f8 black bishop · g8 black knight · h8 black rook · a7 black pawn · b7 black pawn · c7 black pawn · d7 black pawn · g7 black pawn · h7 black pawn · f6 black pawn · e5 black pawn · e4 white pawn · f3 white knight · a2 white pawn · b2 white pawn · c2 white pawn · d2 white pawn · f2 white pawn · g2 white pawn · h2 white pawn · a1 white rook · b1 white knight · c1 white bishop · d1 white queen · e1 white king · f1 white bishop · h1 white rook | a8 black rook · b8 black knight · c8 black bishop · d8 black queen · e8 black king · f8 black bishop · g8 black knight · h8 black rook · a7 black pawn · b7 black pawn · c7 black pawn · d7 black pawn · g7 black pawn · h7 black pawn · f6 black pawn · e5 black pawn · e4 white pawn · f3 white knight · a2 white pawn · b2 white pawn · c2 white pawn · d2 white pawn · f2 white pawn · g2 white pawn · h2 white pawn · a1 white rook · b1 white knight · c1 white bishop · d1 white queen · e1 white king · f1 white bishop · h1 white rook | a8 black rook · b8 black knight · c8 black bishop · d8 black queen · e8 black king · f8 black bishop · g8 black knight · h8 black rook · a7 black pawn · b7 black pawn · c7 black pawn · d7 black pawn · g7 black pawn · h7 black pawn · f6 black pawn · e5 black pawn · e4 white pawn · f3 white knight · a2 white pawn · b2 white pawn · c2 white pawn · d2 white pawn · f2 white pawn · g2 white pawn · h2 white pawn · a1 white rook · b1 white knight · c1 white bishop · d1 white queen · e1 white king · f1 white bishop · h1 white rook | a8 black rook · b8 black knight · c8 black bishop · d8 black queen · e8 black king · f8 black bishop · g8 black knight · h8 black rook · a7 black pawn · b7 black pawn · c7 black pawn · d7 black pawn · g7 black pawn · h7 black pawn · f6 black pawn · e5 black pawn · e4 white pawn · f3 white knight · a2 white pawn · b2 white pawn · c2 white pawn · d2 white pawn · f2 white pawn · g2 white pawn · h2 white pawn · a1 white rook · b1 white knight · c1 white bishop · d1 white queen · e1 white king · f1 white bishop · h1 white rook | 3 |
| 2 | a8 black rook · b8 black knight · c8 black bishop · d8 black queen · e8 black king · f8 black bishop · g8 black knight · h8 black rook · a7 black pawn · b7 black pawn · c7 black pawn · d7 black pawn · g7 black pawn · h7 black pawn · f6 black pawn · e5 black pawn · e4 white pawn · f3 white knight · a2 white pawn · b2 white pawn · c2 white pawn · d2 white pawn · f2 white pawn · g2 white pawn · h2 white pawn · a1 white rook · b1 white knight · c1 white bishop · d1 white queen · e1 white king · f1 white bishop · h1 white rook | a8 black rook · b8 black knight · c8 black bishop · d8 black queen · e8 black king · f8 black bishop · g8 black knight · h8 black rook · a7 black pawn · b7 black pawn · c7 black pawn · d7 black pawn · g7 black pawn · h7 black pawn · f6 black pawn · e5 black pawn · e4 white pawn · f3 white knight · a2 white pawn · b2 white pawn · c2 white pawn · d2 white pawn · f2 white pawn · g2 white pawn · h2 white pawn · a1 white rook · b1 white knight · c1 white bishop · d1 white queen · e1 white king · f1 white bishop · h1 white rook | a8 black rook · b8 black knight · c8 black bishop · d8 black queen · e8 black king · f8 black bishop · g8 black knight · h8 black rook · a7 black pawn · b7 black pawn · c7 black pawn · d7 black pawn · g7 black pawn · h7 black pawn · f6 black pawn · e5 black pawn · e4 white pawn · f3 white knight · a2 white pawn · b2 white pawn · c2 white pawn · d2 white pawn · f2 white pawn · g2 white pawn · h2 white pawn · a1 white rook · b1 white knight · c1 white bishop · d1 white queen · e1 white king · f1 white bishop · h1 white rook | a8 black rook · b8 black knight · c8 black bishop · d8 black queen · e8 black king · f8 black bishop · g8 black knight · h8 black rook · a7 black pawn · b7 black pawn · c7 black pawn · d7 black pawn · g7 black pawn · h7 black pawn · f6 black pawn · e5 black pawn · e4 white pawn · f3 white knight · a2 white pawn · b2 white pawn · c2 white pawn · d2 white pawn · f2 white pawn · g2 white pawn · h2 white pawn · a1 white rook · b1 white knight · c1 white bishop · d1 white queen · e1 white king · f1 white bishop · h1 white rook | a8 black rook · b8 black knight · c8 black bishop · d8 black queen · e8 black king · f8 black bishop · g8 black knight · h8 black rook · a7 black pawn · b7 black pawn · c7 black pawn · d7 black pawn · g7 black pawn · h7 black pawn · f6 black pawn · e5 black pawn · e4 white pawn · f3 white knight · a2 white pawn · b2 white pawn · c2 white pawn · d2 white pawn · f2 white pawn · g2 white pawn · h2 white pawn · a1 white rook · b1 white knight · c1 white bishop · d1 white queen · e1 white king · f1 white bishop · h1 white rook | a8 black rook · b8 black knight · c8 black bishop · d8 black queen · e8 black king · f8 black bishop · g8 black knight · h8 black rook · a7 black pawn · b7 black pawn · c7 black pawn · d7 black pawn · g7 black pawn · h7 black pawn · f6 black pawn · e5 black pawn · e4 white pawn · f3 white knight · a2 white pawn · b2 white pawn · c2 white pawn · d2 white pawn · f2 white pawn · g2 white pawn · h2 white pawn · a1 white rook · b1 white knight · c1 white bishop · d1 white queen · e1 white king · f1 white bishop · h1 white rook | a8 black rook · b8 black knight · c8 black bishop · d8 black queen · e8 black king · f8 black bishop · g8 black knight · h8 black rook · a7 black pawn · b7 black pawn · c7 black pawn · d7 black pawn · g7 black pawn · h7 black pawn · f6 black pawn · e5 black pawn · e4 white pawn · f3 white knight · a2 white pawn · b2 white pawn · c2 white pawn · d2 white pawn · f2 white pawn · g2 white pawn · h2 white pawn · a1 white rook · b1 white knight · c1 white bishop · d1 white queen · e1 white king · f1 white bishop · h1 white rook | a8 black rook · b8 black knight · c8 black bishop · d8 black queen · e8 black king · f8 black bishop · g8 black knight · h8 black rook · a7 black pawn · b7 black pawn · c7 black pawn · d7 black pawn · g7 black pawn · h7 black pawn · f6 black pawn · e5 black pawn · e4 white pawn · f3 white knight · a2 white pawn · b2 white pawn · c2 white pawn · d2 white pawn · f2 white pawn · g2 white pawn · h2 white pawn · a1 white rook · b1 white knight · c1 white bishop · d1 white queen · e1 white king · f1 white bishop · h1 white rook | 2 |
| 1 | a8 black rook · b8 black knight · c8 black bishop · d8 black queen · e8 black king · f8 black bishop · g8 black knight · h8 black rook · a7 black pawn · b7 black pawn · c7 black pawn · d7 black pawn · g7 black pawn · h7 black pawn · f6 black pawn · e5 black pawn · e4 white pawn · f3 white knight · a2 white pawn · b2 white pawn · c2 white pawn · d2 white pawn · f2 white pawn · g2 white pawn · h2 white pawn · a1 white rook · b1 white knight · c1 white bishop · d1 white queen · e1 white king · f1 white bishop · h1 white rook | a8 black rook · b8 black knight · c8 black bishop · d8 black queen · e8 black king · f8 black bishop · g8 black knight · h8 black rook · a7 black pawn · b7 black pawn · c7 black pawn · d7 black pawn · g7 black pawn · h7 black pawn · f6 black pawn · e5 black pawn · e4 white pawn · f3 white knight · a2 white pawn · b2 white pawn · c2 white pawn · d2 white pawn · f2 white pawn · g2 white pawn · h2 white pawn · a1 white rook · b1 white knight · c1 white bishop · d1 white queen · e1 white king · f1 white bishop · h1 white rook | a8 black rook · b8 black knight · c8 black bishop · d8 black queen · e8 black king · f8 black bishop · g8 black knight · h8 black rook · a7 black pawn · b7 black pawn · c7 black pawn · d7 black pawn · g7 black pawn · h7 black pawn · f6 black pawn · e5 black pawn · e4 white pawn · f3 white knight · a2 white pawn · b2 white pawn · c2 white pawn · d2 white pawn · f2 white pawn · g2 white pawn · h2 white pawn · a1 white rook · b1 white knight · c1 white bishop · d1 white queen · e1 white king · f1 white bishop · h1 white rook | a8 black rook · b8 black knight · c8 black bishop · d8 black queen · e8 black king · f8 black bishop · g8 black knight · h8 black rook · a7 black pawn · b7 black pawn · c7 black pawn · d7 black pawn · g7 black pawn · h7 black pawn · f6 black pawn · e5 black pawn · e4 white pawn · f3 white knight · a2 white pawn · b2 white pawn · c2 white pawn · d2 white pawn · f2 white pawn · g2 white pawn · h2 white pawn · a1 white rook · b1 white knight · c1 white bishop · d1 white queen · e1 white king · f1 white bishop · h1 white rook | a8 black rook · b8 black knight · c8 black bishop · d8 black queen · e8 black king · f8 black bishop · g8 black knight · h8 black rook · a7 black pawn · b7 black pawn · c7 black pawn · d7 black pawn · g7 black pawn · h7 black pawn · f6 black pawn · e5 black pawn · e4 white pawn · f3 white knight · a2 white pawn · b2 white pawn · c2 white pawn · d2 white pawn · f2 white pawn · g2 white pawn · h2 white pawn · a1 white rook · b1 white knight · c1 white bishop · d1 white queen · e1 white king · f1 white bishop · h1 white rook | a8 black rook · b8 black knight · c8 black bishop · d8 black queen · e8 black king · f8 black bishop · g8 black knight · h8 black rook · a7 black pawn · b7 black pawn · c7 black pawn · d7 black pawn · g7 black pawn · h7 black pawn · f6 black pawn · e5 black pawn · e4 white pawn · f3 white knight · a2 white pawn · b2 white pawn · c2 white pawn · d2 white pawn · f2 white pawn · g2 white pawn · h2 white pawn · a1 white rook · b1 white knight · c1 white bishop · d1 white queen · e1 white king · f1 white bishop · h1 white rook | a8 black rook · b8 black knight · c8 black bishop · d8 black queen · e8 black king · f8 black bishop · g8 black knight · h8 black rook · a7 black pawn · b7 black pawn · c7 black pawn · d7 black pawn · g7 black pawn · h7 black pawn · f6 black pawn · e5 black pawn · e4 white pawn · f3 white knight · a2 white pawn · b2 white pawn · c2 white pawn · d2 white pawn · f2 white pawn · g2 white pawn · h2 white pawn · a1 white rook · b1 white knight · c1 white bishop · d1 white queen · e1 white king · f1 white bishop · h1 white rook | a8 black rook · b8 black knight · c8 black bishop · d8 black queen · e8 black king · f8 black bishop · g8 black knight · h8 black rook · a7 black pawn · b7 black pawn · c7 black pawn · d7 black pawn · g7 black pawn · h7 black pawn · f6 black pawn · e5 black pawn · e4 white pawn · f3 white knight · a2 white pawn · b2 white pawn · c2 white pawn · d2 white pawn · f2 white pawn · g2 white pawn · h2 white pawn · a1 white rook · b1 white knight · c1 white bishop · d1 white queen · e1 white king · f1 white bishop · h1 white rook | 1 |
|   | a | b | c | d | e | f | g | h |   |

Apărarea Damiano este o deschidere slabă care începe cu mutările:
1.e4 e5
2.Cf3 f6?
Mutarea 2...f6? a negrului este slabă, pentru că lasă regele expus, slăbește întreaga parte a regelui și ocupă câmpul cel mai bun pe care putea muta calul de la g8. Albul are la dispoziție 3.d4 sau 3.Nc4, ambele fiind răspunsuri puternice, dar cel mai bun este sacrificiul de cal 3.Cxe5! Dacă negrul capturează calul cu 3...fxe5, albul poate declanșa un atac mortal cu 4.Dh5+ Re7 (4...g6 pierde un turn după 5.Dxe5+) 5.Dxe5+ Rf7 6.Nc4+. (Vezi exemplu de partidă de șah). Deoarece capturarea calului este fatală, după 3.Cxe5 negrul ar trebui să joace 3...De7! 4.Cf3 (4.Dh5+? g6 5.Cxg6 Dxe4+ 6.Ne2 Dxg6) Dxe4+ 5.Ne2. Negrul a câștigat un pion, restabilind echilibrul material, dar a pierdut timp și va pierde și mai mult când albul va amenința dama cu Cc3 sau cu 0-0 și Te1.
Numele deschiderii vine de la maestrul portughez Pedro Damiano (1480-1544), care a afirmat inferioritatea acesteia.